# تاريخية الكتاب المقدس

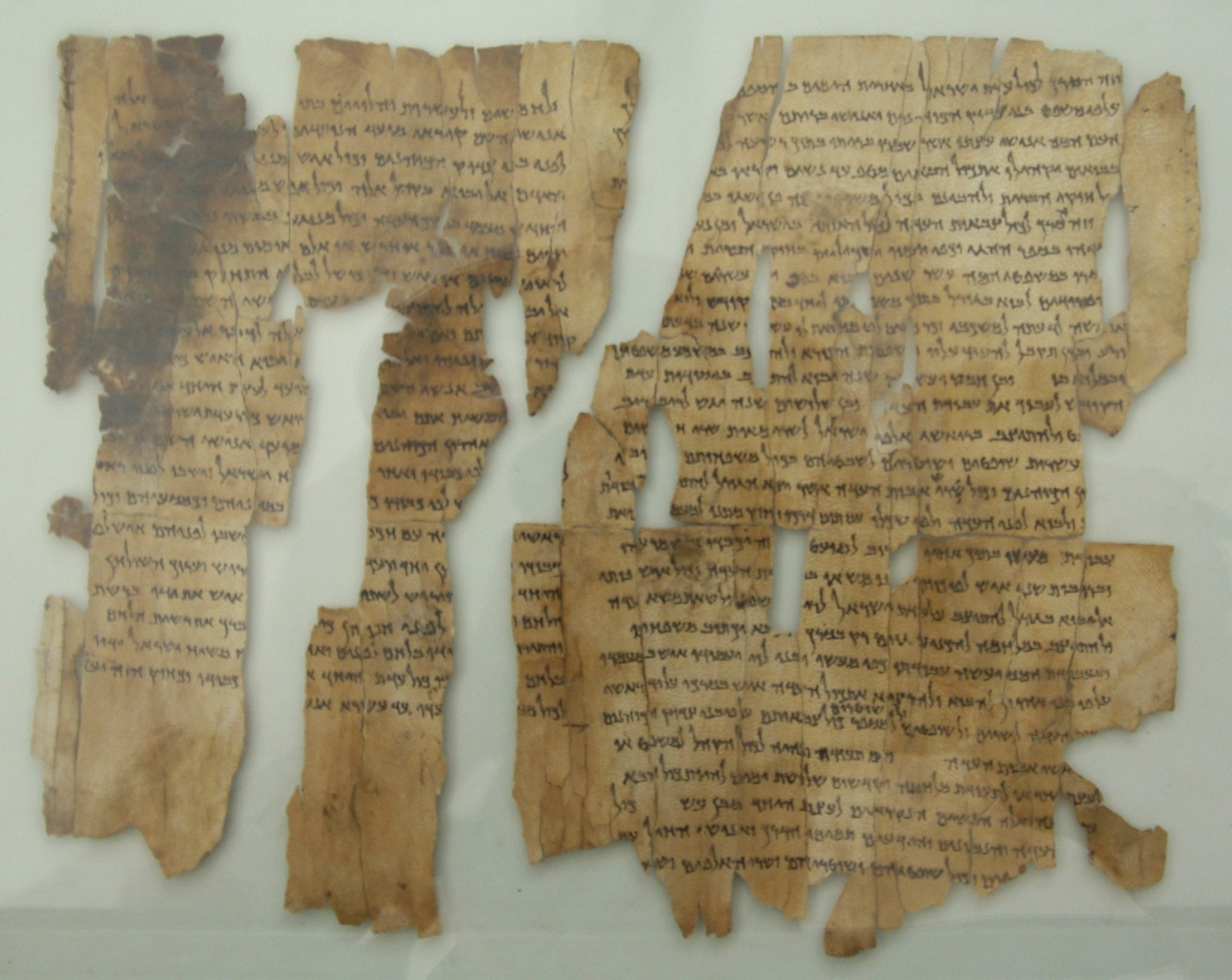
نسخة قديمة من الكتاب المقدس. عمان،الأردن.

تُعرَّف تاريخية الكتاب المقدس بأنها علاقة الكتاب المقدس بالتاريخ، فهي تغطي «مقبولية الكتاب المقدس كتاريخ» والقدرة على فهم الأنواع الأدبية لقصة الكتاب المقدس. يمكن إدراج العهد المسيحي الجديد لمفهوم تاريخية الكتاب المقدس باعتباره سجلًا دقيقًا ليسوع التاريخي وللعصر الرسولي.
يفحص العلماء –عند دراسة أسفار الكتاب المقدس– السياق التاريخي للمقاطع، والأهمية التي ينسبها المؤلفون إلى الأحداث، والتناقض بين وصف هذه الأحداث والأدلة التاريخية الأخرى.

تفتح الاكتشافات الأثرية المجال للتفسير منذ القرن التاسع عشر. أفاد توماس طومسون (1939) ممثل مدرسة كوبنهاغن، بأن السجل الأثري لا يصنف إلى حد كبير روايات العهد القديم على أنها تاريخ، ويقدم دليلًا على أن بعض القصص أسطورية، على الرغم من أن هذا قابل للنقاش. يشعر الآخرون مثل: ويليام جي. ديفر بأن علم الآثار الكتابي أكد وإعترض على قصص العهد القديم:
«يجب على علم الآثار –كما يُمارس اليوم– أن يمتلك القدرة على كلًا من تأكيد والاعتراض على قصص الكتاب المقدس... حدثت بعض الروايات المذكورة بالفعل، فيما لم يحدث البعض الآخر. ربما تعكس الروايات الكتابية عن إبراهيم وموسى ويوشع بن نون وسليمان بعض الذكريات التاريخية للناس والأماكن، ولكن التصوير «المبالغ فيه» للكتاب المقدس غير واقعي ولا يتماشى مع الأدلة الأثرية».
في حين انتقد ديفر مدرسة كوبنهاغن لراديكاليتها، لكنه أبعد ما يكون عن حرفية الكتاب المقدس، ويعتقد أن الغرض من علم آثار الكتاب المقدس ليس مجرد دعم أو تكذيب السرد الكتابي، ولكن ليكون حقلًا للدراسة في حد ذاته.

## المواد والأساليب

### المخطوطات والأسفار
يوجد الكتاب المقدس في مخطوطات متعددة، لا يحتوي أي منها على توقيع، وتتعدد الأسفار التي لا تتفق تمامًا على أي الكتب لها السلطة الكافية لإدراجها أو ترتيبها (أنظر أسفار الكتاب المقدس). اعتمدت المناقشات المبكرة بخصوص استبعاد أو دمج النصوص المُحرَّفة المتعددة فكرة البحث عن الأصل. تأثرت حركة التنوير الإيوني (نسبةً إلى مدينة إيونيا باليونان) بآراء الزعماء الأوائل مثل: القديس جاستن وترتليان، إذ رأى كلاهما أن النصوص الكتابية مختلفة عن أساطير الأديان الأخرى (وذات تاريخية أكثر منها). كان أوغسطينوس مدركًا للفرق بين العلم ونصوص الكتاب المقدس ودافع عن تاريخ النصوص الكتابية، على سبيل المثال: ضد ادعاءات فوستوس الميليفيسي.
يرى المؤرخون أنه لا ينبغي معاملة الكتاب المقدس بطريقة مختلفة عن غيره من المصادر التاريخية (أو الأدبية) في العالم القديم. يمكن للمرء أن يشكك في تاريخية هيرودوت مثلًا، ونتيجة هذه المناقشات لا تعني أننا سنتوقف عن استخدام المصادر القديمة لإعادة بناء التاريخ، لكن لندرك العواقب التي ستنشأ إن فعلنا ذلك.
لم يستطع إلا القليل جدًا من النصوص النجاة من العصور القديمة: نُسخ معظمها أو بعضها مرات عديدة. يفحص النقد النصي كيفية تغير النصوص عبر التاريخ إلى أن أصبحت على هيئتها الحالية، بهدف تحديد دقة المخطوطة المنسوخة. فكلما ارتفع التشابه مع النصوص القديمة، زادت موثوقيتها النصية، وقل احتمال تغير محتواها عبر السنين. ربما جُمّعت أيضًا نسخ متعددة وفقًا لنوع خط النصوص، مع اعتبار بعض الأنواع أقرب إلى الخطوط الأصلية الافتراضية من غيرها. وتمتد الاختلافات في كثير من الأحيان لاختلافات طفيفة مثل: استيفاء مقاطع ذات أهمية جوهرية بالنسبة لمسائل تاريخية وعقيدية، مثل: الإصحاح 16 الأخير من إنجيل مرقس.

### كتابة وقراءة التاريخ
يعتمد معنى مصطلح «التاريخ» في حد ذاته على السياق الاجتماعي والتاريخي. على سبيل المثال، تشير بولا ماكنوت إلى أن روايات العهد القديم «لا تسجل «التاريخ» بمعنى التاريخ المفهوم في القرن العشرين ... فالماضي، بالنسبة لكُتَّاب الكتاب المقدس وقراء الكتاب المقدس في القرن العشرين، لا معنى له إلا عند النظر إليه في ضوء الحاضر، وربما في مستقبل مثالي».
أدرك القراء –حتى في العصور الأولى– عدم إمكانية تفسير بعض أجزاء الأسفار المقدسة على أنها تسلسل زمني صارم. ويستشهد التلمود بقولٍ منسوب إلى المعلم أبا أريكا في القرن الثالث: «لا يوجد ترتيب زمني في التوراة». عُرضت أمثلة كثيرة ونوقشت لاحقًا في التفسير اليهودي، وفقًا لخطاب إبراهام جوشوا هيشيل، المستمر بين متبِّعين آراء الحاخام إسماعيل بأن «التوراة تتحدث بلغة إنسانية»، مقارنةً بالنهج الأكثر صوفية الذي يتبعه الحاخام عكيفا بن يوسف ومفاده أن أي انحرافات من هذا القبيل ينبغي أن تدل على ترتيب أو هدف أعمق يمكن التكهن به.
تنوع تاريخ الكتاب المقدس خلال العصر الحديث أيضًا. إذ سعى مشروع علم الآثار الكتابية بريادة عالم الآثار الأمريكي وليام فوكسويل أولبرايت إلى التحقق من صحة تاريخية أحداث الكتاب المقدس من خلال نصوص الشرق الأدنى القديمة والبقايا الأثرية، كان أكثر تحديدًا مقارنةً بوجهة النظر الأكثر توسعًا للتاريخ التي وصفها عالم الآثار ويليام جي. ديفر. أشار ديفر إلى تواريخ متعددة في الكتاب المقدس في مناقشة دور جهوده في تفسير السجل الكتابي، تشمل: تاريخ اللاهوت (العلاقة بين الله والمؤمنين)، والتاريخ السياسي (عادة يهتم بـ «الرجال العظماء»)، والتاريخ الروائي (التسلسل الزمني للأحداث)، والتاريخ الفكري (الأفكار وتطورها، وسياقها وتقييمها)، والتاريخ الاجتماعي الثقافي (المؤسسات، بما في ذلك الأسس الاجتماعية في الأسرة والقبيلة والطبقة الاجتماعية والدولة) والتاريخ الثقافي (التطور الثقافي العام، والديموغرافيا، والهيكل الاجتماعي والاقتصادي والسياسي والعِرقي)، والتاريخ التكنولوجي (التقنيات التي يتكيف البشر من خلالها مع موارد بيئتهم ويستغلونها ويستخدمونها)، والتاريخ الطبيعي (كيف يكتشف البشر الحقائق البيئية لبيئتهم الطبيعية وكيف يتكيفون معها)، والتاريخ المادي (القطع الأثرية التي تدل على التغيرات التي تطرأ على السلوك البشري).
تضمنت تحديات تقييم تاريخية الكتاب المقدس الاختلاف الشديد في وجهات النظر حول العلاقة بين التاريخ الروائي والمعنى اللاهوتي. فمؤيدو حرفية الكتاب المقدس «نرفض أن العصمة الكتابية من الخطأ تقتصر على المواضيع الروحية أو الدينية أو الخلاصية، ونشمل معها النتائج العلمية والتاريخية. ونرفض أيضًا الفرضيات العلمية التي تستخدم تاريخ الأرض لتفسير الخلق والطوفان بدلًا من تفسيرها من خلال الأسفار المقدسة». عبر بعض العلماء البارزين عن آرائهم المتعارضة تمامًا: «إن الروايات عن الوعد الذي أُعطي للأباء في سفر التكوين ليست تاريخية، ولا تقترب من كونها تاريخية. لكنها تعبيرات تاريخية عن إسرائيل وعلاقة إسرائيل بإلهها، مقدمة في نماذج ملائمة لعصرها، وحقيقتها لا تكمن في واقعيتها، ولا في التاريخ، بل في قدرتها على التعبير عن الواقع الذي عاصرته إسرائيل».

## الكتاب المقدس العبري/العهد القديم

### التأليف
كانت المركزية التاريخية للكتاب المقدس هي أحد الأركان الأساسية الذي يعتمد على الممثلون الرئيسيون أو شهود العيان على الأحداث الموصوفة – كانت التوراة من عمل موسى، وسفر يشوع من عمل يشوع، وهلم جرا. عرض الإصلاح البروتستانتي النصوص الفعلية على جمهور أوسع بكثير، فألقى ذلك ضوءًا شديدًا بشكل مربك على الادعاءات التقليدية، واقترن ذلك بتنامي مناخ الاهتياج الفكري في القرن السابع عشر وهو بداية عصر التنوير. أنكر الفيلسوف توماس هوبز في مؤلفه الرئيسي اللفياثان (1651) التأليف الموسوي للتوراة في إنجلترا البروتستانتية، وقال إن يشوع والقضاة وصموئيل والملوك وأخبار الأيام كُتبوا بعد فترة طويلة من الأحداث التي زعموا وصفها. وقد استندت استنتاجاته إلى أدلة داخلية من النصوص، ولكن في حجة تتردد في المناقشات الحديثة، أشار إلى أن: «لم يستشهد الكتّاب الأصليون للأسفار المقدسة المتعددة، بأي استشهاد يثبت صحة نصوصهم من مصادر تاريخية أخرى، التي تعتبر الاثبات الوحيد على الحقيقة».
تطرق الفيلسوف والمؤمن بخالق الكون اليهودي باروخ سبينوزا إلى شكوك هوبس حول مصدر الكتب التاريخية في رسالته اللاهوتية السياسية (التي نُشرت عام 1670)  بإسهاب إلى القول بأن التنقيح النهائي لهذه النصوص كان في فترة ما بعد المنفى تحت رعاية عزرا (الفصل التاسع)، وطرده مجلس الحاخامات في أمستردام من قبل بسبب هرطقته الملحوظة. جلب الكاهن الفرنسي ريتشارد سيمون هذه الرؤى الانتقادية إلى التقليد الكاثوليكي سنة 1678، مشيرًا أن: «معظم الأسفار المقدسة التي تأتينا ليست سوى مختصرات وملخصات للأعمال القديمة المحفوظة في سجلات العبرانيين»، كان ذلك على الارجح أول عمل للنقد النصي الكتابي بالتعبير العصري.
اتبع جان أستروك الأساليب الشائعة لمصادر النقد في تحليل النصوص العلمانية الكلاسيكية على التوراة ردًا على ذلك، واعتقد أنه قادر على اكتشاف أربعة تقاليد مخطوطة مختلفة، مدعيًا أن موسى نفسه راجعها. (ص 62–64) بدأ كتابه عام 1753 متبعًا المدرسة المعروفة باسم النقد الأعلى والتي بلغت ذروتها بعد إنشاء يوليوس فلهاوزن نموذج الفرضية الوثائقية في سبعينيات القرن التاسع عشر، التي عرَّفت هذه المصادر الروائية على أنها: المصدر اليهوي، والمصدر الإلوهي، والمصدر التثنوي، والمصدر الكهنوتي. على الرغم من اختلاف صيغ الفرضية الوثائقية من حيث ترتيب تأليفها، وظروف تكوينها، وتاريخ تحريرها، فإن مصطلحاتها المشتركة ما زالت توفر الإطار للنظريات الحديثة بشأن الطبيعة المركبة للتوراة وأصولها.
بحلول نهاية القرن التاسع عشر، أجمع المجتمع العلمي على أن التوراة نتجت عن عمل العديد من المؤلفين من عام 1000 قبل الميلاد (زمن داوود) إلى عام 500 قبل الميلاد (زمن عزرا) وحرروه نحو عام 450، ونتيجة لذلك كان التاريخ الذي تضمنه أكثر جدلية من الوقائع البحتة، وهو استنتاج عززته التفنيدات العلمية الحديثة آنذاك لما كان يُصنف على نطاق واسع على أنه أساطير كتابية.

### التوراة

#### رواية التكوين عن الخلق
هناك تقليد مسيحي لنقد روايات الخلق في التكوين والتي يعود تاريخها على الأقل إلى القديس أوغسطينوس (354–430)، وحافظت التقاليد اليهودية أيضًا على خيط نقدي في نهجها للتاريخ التمهيدي للكتاب المقدس. حافظ الفيلسوف البارز في العصور الوسطى موسى بن ميمون على غموض متشكك في الخلق من العدم، واعتبر قصص آدم «أنثروبولوجيا فلسفية، وليس قصصًا تاريخية بطلها هو «الإنسان الأول»». رأى الفلاسفة اليونانيون أرسطو وكريتيولاوس وبرقلس أن العالم كان أبديًا. ولا تتسق هذه التفسيرات مع ما كان بعد الإصلاح البروتستانتي «ينظر إليه عادةً في التبشير باعتباره وجهات نظر تقليدية لسفر تكوين».

نتج عن نشر نظرية الأرض لجيمس هوتون في عام 1788 تطورًا هامًا في الثورة العلمية التي اعتبرت التكوين السلطة المطلقة على الأرض البدائية وعصر ما قبل التاريخ. كانت قصة الخلق نفسها الضحية الأولى، وبحلول بدايات القرن التاسع عشر «لم يناقش عالم مسؤول المصداقية الحرفية لرواية الخلق الموسوية». حافظ اشتعال المعركة بين الوتيرة الواحدة ونظرية الكارثة على الفيضان سالمًا بين الأفكار الناشئة، إلى أن أنكر آدم سيدجويك –رئيس الجمعية الجيولوجية– علنًا دعمه السابق في خطابه الرئاسي لعام 1831:
«علينا في الواقع أن نتوقف قبل أن نتبنى نظرية الطوفان، وأن نراجع كل معلوماتنا السطحية القديمة عن الفيضان الموسوي. لم نجد بعد أثرًا واحدًا بين بقايا العالم السابق مدفونة في تلك الرواسب بعد دراسة الإنسان وأعماله».
ترك الجميع «الرجل الأول» وأصله المعروف في موقف محرج من تجريده من جميع السياق التاريخي، حتى جنَّس تشارلز داروين جنة عدن مع كتابه أصل الأنواع في عام 1859. وتقبل الجمهور هذه الثورة العلمية –في ذلك الوقت– بشكل متفاوت، ولكنه نما منذ ذلك الحين بشكل كبير. توصل المجتمع العلمي السائد إلى توافق في الآراء بشكل سريع –وهو السائد اليوم– أن سفر التكوين 1–11 هو عمل أدبي تخطيطي للغاية يمثل اللاهوت/الأساطير الرمزية بدلاً من التاريخ الفعلي أو العلم.

#### الأباء
لفت هيرمان غونكل الانتباه إلى الجوانب الأسطورية للتوراة في العقود التالية، وجادل ألبرشت ألت، ومارتن نوث ومدرسة التاريخ التقليدي بأنه على الرغم من أن تقاليدها الأساسية لها جذور قديمة حقًا، كانت الروايات أدوات تأطير خيالية وليس المقصود بها أن تكون تاريخة بالمعنى الحديث. بالرغم من أن الشكوك أُلقيت على إعادة بناء التاريخ لهذه المدرسة (وخاصة مفهوم التقاليد الشفوية باعتبارها المصدر الرئيس القديم)، إلا أن قدرًا كبيرًا من نقدها للتاريخ الكتابي لاقى قبولًا واسعًا. ولاحظ غونكل:
«لكن إذا اعتبرنا شخصيات مثل إبراهيم وإسحاق ويعقوب شخصيات حقيقية بلا أساس أسطوري أصلي، فإن هذا لا يعني على الإطلاق أنهم شخصيات تاريخية… حتى لو كان هنالك رجل يدعى «إبراهيم»، كما هو مفترض، فإن كل من يعرف تاريخ الأساطير يدرك جيدًا أن هذه الأساطير لا تستطيع خلال عن قرون كثيرة أن تحافظ على صورة للتقوى الشخصية لإبراهيم. «دين إبراهيم» هو في الواقع دين رواة الأسطورة الذين ينسبونها إلى إبراهيم».
وقد أصبحت في أشكال مختلفة شائعة من النقد المعاصر.

شنت حركة الآثار الكتابية –تحت رعاية أولبرايت– هجومًا مضادًا في الولايات المتحدة، بحجة أن المخطط العام ضمن الروايات التأطيرية كان صحيحًا أيضًا، إذ يعجز العلماء واقعيًا أن يتوقعوا إثبات أو دحض حلقات فردية من حياة إبراهيم والبطاركة الآخرين، إذن كانوا هؤلاء أفرادًا حقيقيين ويمكن وضعهم في سياق مثبت من السجل الأثري. ولكن مع اكتشاف المزيد من الاكتشافات، وفشل الاكتشافات المتوقعة، أصبح من الواضح أن علم الآثار لم يدعم في الواقع مزاعم أولبرايت وأتباعه. واليوم، لا تزال سوى أقلية من العلماء تعمل في هذا الإطار، وذلك أساسًا لأسباب تتعلق بالمعتقدات الدينية. ذكر ويليام ديفر في عام 1993 :
«انقلبت أطروحات [أولبرايت] الرئيسية جزئيًا بسبب التقدم في نقد الكتاب المقدس، ولكن في معظم الأحيان تستمر الأبحاث الأثرية التي يجريها الشباب الأمريكي والإسرائيلي الذين منحهم هو نفسه التشجيع والزخم… والمفارقة هي أنه على المدى الطويل، سيكون علم الآثار «العلماني» الأحدث هو الذي ساهم أكثر من غيره في دراسات الكتاب المقدس، وليس «علم آثار الكتاب المقدس»». 

### التاريخ التثنوي
يعتقد العديد من العلماء أن «التاريخ التثنوي» حافظ على عناصر النصوص القديمة والتقاليد الشفوية، بما في ذلك الحقائق الجغرافية السياسية والاجتماعية الاقتصادية وبعض المعلومات عن الشخصيات والأحداث التاريخية. غير أن أجزاء كبيرة منه أسطورية وتحتوي على مفارقات تاريخية عديدة.

#### «رواية الغزو» في يشوع والقضاة
تعتبر رواية الغزو الإسرائيلي لكنعان المذكورة في يشوع والقضاة هي إحدى القضايا الرئيسية في المناقشة التاريخية، وأكدت مدرسة أولبرايت الأمريكية أن السجل الأثري يؤكد الرواية التوراتية عن الغزو. يبدو أن علم الآثار يدعم جزء كبير من رواية الكتاب المقدس خلال القرن العشرين، بما فيها الحفريات في بيتين (بيت إيل)، وتل الدوير (لخيش)، حاصور، وأريحا.

## العهد الجديد

### تاريخية يسوع
يناقش علماء الكتاب المقدس أيضًا تاريخية بعض تعاليم يسوع في العهد الجديد. بدأ «البحث عن يسوع التاريخي» في القرن الثامن عشر، واستمر حتى يومنا هذا. جاءت أبرز الدراسات التي أُجريت في ثمانينيات وتسعينيات القرن العشرين، والتي كانت أعمال جون دومينيك كروسان، وجيمس دان، وجون بول ميير، وإد باريش ساندرز، ونيكولاس رايت هي الأكثر قراءة ومناقشة. رسائل بولس، التي هي أقدم نصوص العهد الجديد التي تشير إلى يسوع، تُؤرخ عادةً في خمسينيات القرن الأول للميلاد. بما أن بولس لا يسجل سوى القليل جدًا عن حياة يسوع ونشاطاته، فهي لا تساعد كثيرًا على تحديد الوقائع المتعلقة بحياة يسوع، مع أها قد تحتوي على إشارات إلى معلومات أُعطيت لبولس من الشهود العيان ليسوع.
ألقى اكتشاف مخطوطات البحر الميت الضوء على سياق يهودا في القرن الأول، مشيرًا إلى تنوع المعتقد اليهودي وكذلك التوقعات والتعاليم المشتركة. على سبيل المثال، وُجد أن توقع المشيح القادم، وتطويبات العظة على الجبل والكثير من الحركات المسيحية المبكرة موجودة داخل اليهودية الرؤيوية في تلك الفترة. جعل ذلك المسيحية المبكرة تتمركز في جذورها اليهودية أكثر مما كانت عليه في السابق. ومن المسلم به الآن أن اليهودية الربانية والمسيحية المبكرة هما فقط خيطان من الخيوط العديدة التي بقيت حتى الثورة اليهودية الكبرى بين عامي 66 و 70 للميلاد.
يتفق كل النقاد التاريخيين تقريبًا على أن شخصية تاريخية تدعى يسوع تنقلت في كل أنحاء الريف الجليلي نحو سنة 30 ميلادي، كان  يعتقد أتباعه أنه عمل أعمالًا خارقة للطبيعة، وحكم عليه الرومان بالإعدام، ربما بسبب التمرد.

#### تاريخية الأناجيل
يرى معظم العلماء العصريين أن روايات الأناجيل القانونية كُتبت بين عامي 70 و 100 أو 110 ميلاديًا. بعد أربعة إلى ثمانية عقود من الصلب، مع أنها مؤسسة على تقاليد ونصوص سابقة، مثل «الوثيقة ق» أو «لوغيا» أو الأناجيل الشفهية، أو كتابات أخرى سابقة. يجادل بعض العلماء بأن هذه الروايات جُمعت من قِبل الشهود، على الرغم من أن هذا الرأي مُتنازع عليه من علماء آخرين. مراجعة لكتاب ريتشارد باوكهام يسوع وشهود العيان: تذكر الأناجيل أنها شهادات شهود العيان «الحكمة الشائعة في الأكاديمية هي أن قصص وأقوال يسوع انتشرت طوال عقود، وخضعت لعدد لا يُحصى من إعادات السرد والتحسينات قبل أن تُدوَّن أخيرًا كتابةً … وكل ما يتعلق بهذه الافتراضات العلمية مشكوك فيه في هذا الكتاب الهام والاستفزازي، الذي ينبغي أن يكون المحك لجميع المناقشات المستقبلية بشأن هذه المسائل».
أشار علماء كثيرون إلى أن إنجيل مرقس يُظهر إشارات إلى نقص في المعرفة بالمسائل الجغرافية والسياسية والدينية في يهودا في زمن يسوع. وهكذا، فإن الرأي الأكثر شيوعً اليوم هو أن المؤلف غير معروف، ويبعد جغرافيًا وتاريخيًا عن الأحداث المسرودة، على الرغم من اختلاف الآراء ويقبل علماء مثل كرايغ بلومبرغ وجهة النظر التقليدية. فاستخدام تعابير قد تُوصف بأنها غير ملائمة وريفية يجعل إنجيل مرقس يبدو جاهلًا بعض الشيء وربما فج. يمكن أن يُعزى ذلك إلى التأثير الذي يُعتقد أنه كان للقديس بطرس -صياد سمك- على كتابة مرقس. يُعتقد عمومًا أن كتبة إنجيل متى وإنجيل لوقا استخدموا مرقس كمصدر، مع التغييرات والتحسين للخصوصيات والتدعيمات في مرقس.

#### تاريخية سفر الأعمال
تُظهِر الكتابات الأثرية ومصادر مستقلة أخرى أن الأعمال تحتوي على بعض التفاصيل الدقيقة لمجتمع القرن الأول فيما يتعلق بألقاب المسؤلين، والتقسيمات الإدارية، ومجالس المدن، وقواعد الهيكل اليهودي في أورشليم. غير أن تاريخية وصف بولس الرسول في الأعمال هو موضوع محل خلاف. فالأعمال تصف بولس بطريقة مختلفة عن وصف بولس لنفسه، سواء واقعيًا أو لاهوتيًا. تختلف الأعمال مع رسائل بولس حول مسائل مهمة، مثل الشريعة، ورسولية بولس نفسه، وعلاقته بكنيسة أورشليم. يفضل العلماء عمومًا رواية بولس على رواية الأعمال.

## مدارس الفكر الأثري والتاريخي

### نظرة عامة على الآراء الأكاديمية
تتطلب القراءة التعيمية للكتاب المقدس معرفة وقت كتابته، ومن كتبه، ولأي غرض كتبه. على سبيل المثال، يتفق أكاديميون كثيرون أن التوراة وُجدت بعد القرن السادس قبل الميلاد بفترة قصيرة، لكنهم يختلفون حول تاريخ كتابتها. تتراوح التواريخ المقترحة بين القرن الخامس عشر قبل الميلاد والقرن السادس قبل الميلاد. تشير إحدى الفرضيات الشائعة إلى حكم يوشيا (القرن السابع قبل الميلاد). في هذه الفرضية، كانت أحداث الخروج، على سبيل المثال، ستحدث قبل قرون من كتابتها أخيرًا. يتوسع هذا الموضوع في تأريخ الكتاب المقدس.
من النقاط الهامة التي ينبغي أخذها في الاعتبار الفرضية الوثائقية، التي تدَّعي إثبات أن نسختنا الحالية تستند إلى مصادر مكتوبة أقدم ضاعت، باستخدام أدلة الكتاب المقدس نفسها. ورغم أنه عُدل كثيرًا على مر السنين، يقبل معظم العلماء شكلًا من هذه الفرضية. كان هناك أيضًا، وما زال هناك عدد من العلماء الذين يرفضون ذلك. على سبيل المثال، عالم المصريات كينيث كيتشنن، وعالم العهد القديم والتر كايزر جونيور، وروجر نورمان ويبري، وأمبرتو كاسوتو، وأوزوالد طومسون أليس، وجليسون ارتشر جونيور، وجون سيلهامر،  وبروس والتكي.

### الحد الأقصى – الأدنى للانقسام
هناك جدال علمي كبير حول تاريخية الأحداث التي تُسرد في روايات الكتاب المقدس قبل الأسر البابلي في القرن السادس قبل الميلاد. هناك انقسام بين العلماء الذين يرفضون رواية الكتاب المقدس عن إسرائيل القديمة باعتبارها رواية غير تاريخية بشكل أساسي، وبين العلماء الذين يقبلونها باعتبارها مصدر موثوق به إلى حد بعيد للتاريخ، الذين يُدعون «دعاة الحصر الكتابي» و«دعاة التوسع الكتابي» على الترتيب. الانقسام الكبير في دراسة الكتاب المقدس إلى مدرستين متعارضتين يُستنكر بشدة من علماء الكتاب المقدس غير الأصوليين، باعتباره محاولة من قِبل المسيحيين المحافظين لتصوير المجال بأنه حجة ثنائية القطب، والتي لا يصح إلا جانب واحد منها.
مؤخرًا تقلص الفارق بين «دعاة الحصر الكتابي» و«دعاة التوسع الكتابي»، وبدأت مدرسة جديدة بعمل: البحث عن إسرائيل التاريخية: مناقشة الآثار وتاريخ إسرائيل المبكرة بواسطة إسرائيل فينكلستاين، وأميهاي مازار، وبراين شميدت. تجادل هذه المدرسة بأن علم الآثار ما بعد الإجرائي يمكّننا من الاعتراف بوجود أرضية مشتركة بين الحد الادنى والاقصى، وأن هذين النقيضين يجب رفضهما. يؤكد علم الآثار أجزاء من سجل الكتاب المقدس ويشكل أيضًا تحديات لتفسيرات البعض. يُظهر الفحص الدقيق للأدلة أن الدقة التاريخية للجزء الأول من العهد القديم هي أكثر دقة خلال حكم يوشيا. ويشعر البعض أن الدقة تضعف كلما رجعنا إلى الوراء. وهم يزعمون أن هذا من شأنه أن يؤكد أن تنقيحًا كبيرًا للنصوص حدث على ما يبدو في ذلك التاريخ تقريبًا.

### الحد الأدنى الكتابي
عمومًا، تقول وجهة النظر التي تُدعى أحيانا «الحد الادنى من الكتاب المقدس» أن الكتاب المقدس هو في الأساس عمل لاهوتي ودفاعي، وجميع القصص فيه هي ذات طابع مسبِّبي. يُعتقد أن القصص المبكرة لها أساس تاريخي أُعيد بناؤه بعد قرون، ولا تملك على الأكثر سوى أجزاء صغيرة من الذاكرة التاريخية الحقيقية، التي هي بحكم تعريفها مجرد نقاط تدعمها اكتشافات أثرية. من وجهة النظر هذه، فإن كل القصص عن الآباء البطاركة في الكتاب المقدس خيالية، وهؤلاء الآباء هم مجرد أسماء أسطورية لوصف الحقائق التاريخية اللاحقة. علاوة على ذلك، يرى دعاة التقليل الكتابي أن أسباط إسرائيل الإثني عشر بُنيت لاحقا، وأن قصص الملك داود والملك شاول صيغت على غرار هلينية التي حدثت لاحقًا، وأنه لا توجد أدلة أثرية على وجود مملكة إسرائيل الموحدة، التي يقول الكتاب المقدس أن داود وسليمان حكما إمبراطورية من الفرات إلى إيلات. غالبًا ما تُرفض الأدلة الأثرية التي توحي بخلاف ذلك، مثل نقش ميشع، باعتبارها رمزية.